# Вълко Гочев
Вълко Гочев Драгиев е български политик от Българската комунистическа партия (БКП), министър на индустрията и занаятите през 1949-1950 година.

## Биография
Вълко Гочев е роден на 3 февруари (21 януари стар стил) 1903 година в село Гълъбово, Старозагорско. През 1922 година става член на Българския комунистически младежки съюз. От 1927 до 1929 година учи в Агролесовъдния институт, а след това и в Прага до 1930 година. От 1930 година е член на БКП.
През 1932 година Гочев емигрира в Съветския съюз, от 1935 година отново е в Прага. През 1942 година завършва Лесотехническата академия в Ленинград, след което преподава там.
След Деветосептемврийския преврат Вълко Гочев се връща в България и между 1944 и 1945 година е секретар на Градския комитет на БКП в град Русе. През 1947 е назначен за заместник-министър на индустрията и занаятите. От 1949 до 1950 е министър на индустрията и занаятите в правителството на Васил Коларов. През 1948-1954 и 1958-1962 година е кандидат-член, а от 1971 до 1978 година е член на Централния комитет на БКП. В периода 1965-1971 година е пълномощен министър на България в Афганистан.
Вълко Гочев умира на 7 октомври 1978 година в София.